# Frans Schoubben
Frans Schoubben (Tongeren, 11 november 1933 - 31 juli 1997) was een Belgisch wielrenner. Hij was beroepsrenner van 1955 tot 1963. Schoubben kon goed bergop rijden en won in 1957 Luik-Bastenaken-Luik, het hoogtepunt uit zijn carrière. Hij won ook tweemaal het Ardens weekend (1957 en 1960), tweemaal de Tour de Wallonie (1957-1958) en Parijs-Brussel 1959. In totaal behaalde Schoubben 39 overwinningen als prof.

## Palmares
1955
- Ninove

1956
- Attenhoven
- Houtem
- 6e etappe Tour de l'Ouest
- 1e etappe Tour de Picardie
- 2e etappe Ronde van België, Florenville
- Tongeren

1957
- Antwerpen - Ougrée
- Flèche Hesbignonne Cras Avernas
- Hoeilaart - Diest - Hoeilaart
- Luik-Bastenaken-Luik
- 2e etappe Vierdaagse van Duinkerke
- Weekend Ardennais

1958
- Antwerpen - Ougrée
- Circuit des 2 Provinces - Le Pertre (U23)
- Grobbendonk
- Kortenaken
- Kwaadmechelen
- Tour de Picardie
- Tongeren

1959
- Challenge Laurens
- 3e etappe Vierdaagse van Duinkerke
- 1e etappe Tour de l'Ouest
- 9e etappe Tour de l'Ouest
- Eindklassement Tour de Picardie
- Weekend Ardennais
- Paris - Brussel
- Hoegaarden

1961
- Balen
- Hoegaarden
- Lanaken
- 5e etappe Tour de Champagne
- G.P. Stad Zottegem - Dr. Tistaertprijs

1962
- Aarschot
- 4e etappe deel b Ronde van België, Brussel

## Resultaten in voornaamste wedstrijden
| Jaar | Ronde van Italië | Ronde van Frankrijk | Ronde van Spanje |
| ---- | ---------------- | ------------------- | ---------------- |
| 1956 |                  |                     |                  |
| 1957 |                  | opgave              |                  |
| 1958 |                  |                     |                  |
| 1959 |                  |                     |                  |
| 1960 |                  | opgave              |                  |
| 1961 |                  |                     |                  |
| 1962 |                  |                     |                  |
| 1963 |                  |                     |                  |

| Jaar | Milaan-San Remo | Gent-Wevelgem | Ronde van Vlaanderen | Parijs-Roubaix | Luik-Bast.‑Luik | Parijs-Brussel | Waalse Pijl | Omloop Het Volk |  | WK op de weg |  | Wereldranglijsten |
| ---- | --------------- | ------------- | -------------------- | -------------- | --------------- | -------------- | ----------- | --------------- |  | ------------ |  | ----------------- |
| 1956 |                 | 47e           | 11e                  | 54e            |                 | 35e            | 21e         | 14e             |  |              |  |                   |
| 1957 | 74e             | 33e           | 8e                   | 18e            | Goud            | 36e            | 13e         |                 |  |              |  | 15e (CDC)         |
| 1958 | 10e             | 5e            | 14e                  | 23e            |                 | 22e            |             |                 |  |              |  |                   |
| 1959 |                 |               | ↑                    |                | Zilver          | Goud           | Brons       |                 |  | 11e          |  |                   |
| 1960 | 10e             | 9e            | 9e                   | 71e            | 40e             | 22e            |             |                 |  |              |  |                   |
| 1961 | 13e             | 26e           | 10e                  | 13e            | 26e             | Brons          |             | Zilver          |  |              |  |                   |
| 1962 |                 | Zilver        | 45e                  | ↑              | 9e              | 6e             |             |                 |  |              |  |                   |
| 1963 |                 |               |                      |                |                 |                | 16e         |                 |  |              |  |                   |

## Memorial Frans Schoubben - classic
Elk jaar in de maand mei organiseren de Tongerse wielerclubs een fietsdag in Zuid-Limburg voor wielertoeristen.